# Paraphyllina ransoni
Paraphyllina ransoni is een schijfkwal uit de familie Paraphyllinidae. De kwal komt uit het geslacht Paraphyllina. Paraphyllina ransoni werd in 1956 voor het eerst wetenschappelijk beschreven door Russell. 